# Посольство России в Ливане
Посольство России в Бейруте — дипломатическое представительство Российской Федерации в Ливанской Республике.

## История

### 1820—1914
В 1820 году в сирийских провинциях Османской империи по указу императора Александра I было учреждено первое российское дипломатическое представительство — вице-консульство в городе Яффа. Целью его деятельности была защита интересов российских подданных, совершавших паломничество в Иерусалим. Первым российский вице-консулом в Яффе стал Георгий Мострас.
В июне 1839 года российским посланником в Константинополе А. П. Бутенёвым был поставлен вопрос об открытии российского консульства в Бейруте. 30 декабря 1839 года император Николай I утвердил всеподданнейший доклад вице-канцлера К. В. Нессельроде о переводе российского консульства из Яффы в Бейрут. Первым российским консулом в этом городе стал выдающийся дипломат К. М. Базили (1809—1884). К консульской присяге Базили был приведён в Иерусалиме на Пасху 20 апреля 1841 года. Этим подчеркивалась неразрывная связь бейрутского консульства с защитой русских интересов в Святой Земле. В 1844 году статус консульства был повышен до генерального. В бейрутском доме Базили останавливались во время пребывания в Ливане Н. В. Гоголь (в 1848), поэт П. А. Вяземский, начальник русской духовной миссии Порфирий Успенский. 
Помимо министерства иностранных дел России, в Сирии активизировал свою деятельность и Священный Синод Русской Православной Церкви. В 1847 году в Иерусалиме была учреждена Русская духовная миссия под руководством архимандрита Порфирия (Успенского). Миссия не только поддерживала тесные контакты с местным православным духовенством, но и вела миссионерскую деятельность, оказывая содействие в обустройстве православных школ и семинарий. 
Базили возглавлял консульство до 1853 года, то есть до начала Крымской войны, когда он спустил флаг над зданием бейрутского генерального консульства Российской империи и выехал в Италию, а оттуда в Россию. Российский генконсул отсутствовал в Бейруте лишь три года, до 1856 года.
С 1856 года генеральный консул в Бейруте — статский советник Н. Е. Мухин (генеральный консул России в Сирии и Палестине).
В июле 1861 года в Константинополь для поздравления султана Абдул-Азиза со вступлением на престол прибыл российский дипломат Николай Игнатьев.К его приезду в Османской империи имелось 5 генеральных консульств (Константинополь, Бейрут, Белград, Бухарест, Трабзон), 18 консульств и 7 вице-консульств.
В 1882 году в Ливане было создано Православное Палестинское общество, которое в 1889 году было удостоено звания «императорского». Его усилиями в Ливане было открыто около 20 православных школ для арабских детей.
В 1888 году из вилайата Сирия был выделен вилайет Бейрут (англ. Beirut Vilayet).
В 1905 году генеральный консул в Бейруте — князь Александр Александрович Гагарин.
Осенью 1914 года в связи с началом Первой мировой войны, в которой Османская империя была одним из противников России, генконсульство в Бейруте было закрыто.
Список дипломатов, возглавлявших российское генконсульство в Бейруте с 1839 по 1914:
- К. М. Базили (1839-1853 гг., генконсул с 1843 г.)
- Н. Е. Мухин (1856-1859)
- А. Ф. Бегер (1860-1869)
- К. Д. Петкович (1869-1897)
- К. Н. Лишин (1897-1902)
- Н. Н. Демерик (1903-1905)
- князь А. А. Гагарин (1906-1911)
- Г. Д. Батюшков (1912-1914)

### Независимый Ливан — СССР
В 1941 году Ливан провозгласил независимость (после освобождения англичанами от войск вишистской Франции), она была признана два года спустя. 
В 1943 году СССР признал независимость Ливана. В августе 1944 года были установлены дипломатические отношения на уровне миссий. В 1946 году Франция вывела войска из Ливана и признала полную независимость страны.
В 1956 году дипломатические миссии СССР и Ливана были преобразованы в посольства.
В сентябре 1985 года был совершён захват четырёх сотрудников посольства СССР. Из них один был убит, а трое освобождены.

### Посольство РФ
В начале 2000 года российское посольство в Бейруте подверглось нападению.

#### Список послов Российской Федерации в Ливане
- 1990—1996 — Г. В. Ильичёв
- 1996—1999 — О. Г. Пересыпкин
- 1999—2004 — Б. Ф. Болотин
- 2004—2010 — С. Н. Букин
- 2010—2020 — А. С. Засыпкин
- с 2020 года — А. Н. Рудаков